# Cristina Pérez
Pour les articles homonymes, voir Pérez et Díaz.
Cristina Pérez Díaz (née le 30 octobre 1965 à Las Palmas de Gran Canaria) est une athlète espagnole, spécialiste du sprint et du 400 mètres haies. 

## Biographie
À l'âge de 17 ans, elle part s'entraîner à Madrid, sous la direction de Manuel Pascua. Elle y rencontre Eufemiano Fuentes, médecin à la fédération royale espagnole d'athlétisme, qui deviendra plus tard son mari.
En 1986 et 1987, elle établit deux records d'Espagne sur 400 mètres haies. Aux championnats d'Europe en salle à Liévin, elle obtient la médaille de bronze sur 400 mètres plat.
Durant la saison 1988 elle porte sa meilleure marque sur les haies à 56 s 35 et ajoute à son palmarès les records nationaux du 100 mètres, du 200 mètres et du relais 4 × 100 m. Aux Jeux olympiques de Séoul, elle s'aligne sur les haies et bat deux fois son propre record d'Espagne, en séries puis en demi-finales où elle se fait éliminer. Ce record de 55 s 23 tiendra jusqu'en 2021.
Elle a participé plusieurs fois aux championnats ibéro-américains, au cours desquels elle a obtenu 7 médailles en 3 éditions, dont 2 d'or.
Elle a obtenu de nombreux titres nationaux entre 1985 et 1997, année où elle met fin à sa carrière.

### Palmarès
| Date | Compétition                    | Lieu      | Résultat | Épreuve     | Performance   |
| ---- | ------------------------------ | --------- | -------- | ----------- | ------------- |
| 1986 | Championnats ibéro-américains  | La Havane | 1re      | 400 m haies | 58 s 51       |
| 1986 | Championnats ibéro-américains  | La Havane | 3e       | 400 m       | 54 s 33       |
| 1986 | Championnats ibéro-américains  | La Havane | 2e       | 4 × 400 m   | 3 min 36 s 82 |
| 1987 | Championnats d'Europe en salle | Liévin    | 3e       | 400 m       | 52 s 63       |
| 1988 | Championnats ibéro-américains  | Mexico    | 2e       | 100 m       | 11 s 59       |
| 1988 | Championnats ibéro-américains  | Mexico    | 2e       | 200 m       | 23 s 06       |
| 1988 | Championnats ibéro-américains  | Mexico    | 1re      | 4 × 100 m   | 44 s 46       |
| 1992 | Championnats ibéro-américains  | Séville   | 2e       | 4 × 400 m   | 3 min 34 s 22 |

#### National
- 1 titre au 200 m (1994) et 6 en salle (1985-1987, 1990, 1991, 1997)
- 1 titre au 400 m en salle (1988)
- 5 titres au 400 m haies (1985-1988, 1990)[7].

### Records
| Épreuve     | Performance | Lieu      | Date              |
| ----------- | ----------- | --------- | ----------------- |
| 100 m       | 11 s 39     | Barcelone | 13 juillet 1988   |
| 200 m       | 22 s 86     | Séville   | 1 juin 1988       |
| 400 m haies | 55 s 23     | Séoul     | 26 septembre 1988 |